# Leonard Barend Willem Jongkees
Leonard Barend Willem Jongkees (* 5. Juni 1912 in Groningen; † 5. September 2002 in Amsterdam) war ein niederländischer Hals-Nasen-Ohren-Arzt und Hochschullehrer. 

## Leben
Leonard Barend Willem Jongkees studierte an der Universität Utrecht Medizin, promovierte an der Universität Utrecht noch vor dem Medizinexamen am 17. Dezember 1935 bei Ulbe Gerrit Bijlsma mit seiner Dissertation Picrotoxine als tegengif tegen eenige slaapmiddelen und war dann nach seinem 1938 bestandenen medizinischen Examen bis 1942 in Ausbildung zum Hals-Nasen-Ohrenarzt am Akademischen Krankenhaus in Utrecht. Von 1942 bis 1946 war er Hals-Nasen-Ohrenarzt in Zwolle und kehrte dann kurz nach dem Ende des Zweiten Weltkriegs als Klinikchef an das Akademische Krankenhaus in Utrecht zurück.
Im Jahr 1950 wurde Jongkees Professor für Hals-Nasen-Ohren-Heilkunde an der Universiteit van Amsterdam und nach 32 Jahren am 1. September 1982 emeritiert. Im Mittelpunkt der wissenschaftlichen Tätigkeit von Leonard Barend Willem Jongkees standen Forschungen zu Gleichgewichtsstörungen, Fazialislähmung und Taubheit, wobei er im Lauf der Zeit zu diesem Themenkreis mehr als 400 Artikel veröffentlichte. 
Er war von 1971 bis 1982  Chefredakteur der Nederlands Tijdschrift voor Geneeskunde (Niederländische Zeitschrift für Medizin).
Leonard Barend Willem Jongkees wurde 1960 als Mitglied der Sektion Ophthalmologie, Oto-Rhino-Laryngologie, Stomatologie in die Deutsche Akademie der Naturforscher Leopoldina und am 15. Juni 1965 in die Königlich Niederländische Akademie der Wissenschaften  aufgenommen.
Er war Ehrendoktor der Georg-August-Universität Göttingen und der Universität Uppsala.
Zu seinen Schülern gehörte Egbert de Boer.

## Schriften (Auswahl)
- Picrotoxine als tegengif tegen eenige slaapmiddelen. P. den Boer, Utrecht 1935